# Nadejda Udaltsova
Nadejda Udaltsova (rus: Надежда Андреевна Удальцова)  (Oriol, 29 de desembre de 1885 (Julià) - Moscou, 25 de gener de 1961), de soltera Prudkovskaia, rus: Прудковская, fou una artista russa i soviètica, representant prominent de l'avantguarda russa prerevolucionària (cubofuturista, suprematista) en la pintura.

## Biografia
Nadejda Andréievna Prudkovskaia es formà a l'Escola de pintura, escultura i arquitectura de Moscou del 1905 al 1909. Després, el 1913, va marxar a París al mateix temps que Liubov Popova, amb qui compartia estudi a Moscou. Es va formar en el cubisme i va assistir als tallers de Jean Metzinger i Henri Le Fauconnier. De tornada a Moscou, va produir algunes composicions raionistes. Estigué també influenciada per Kazimir Malèvitx i formà part del grup Supremus.

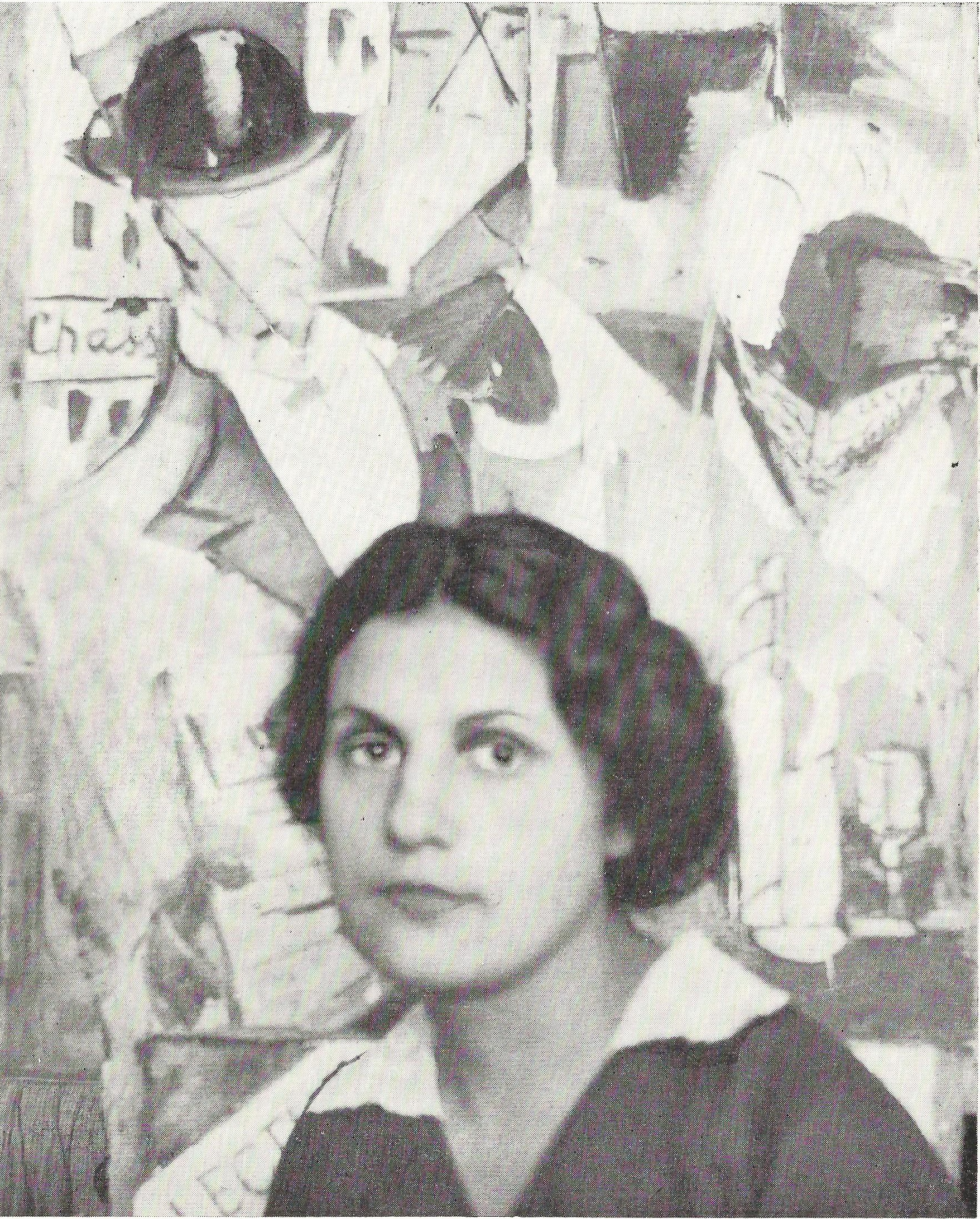
Nadezhda Udaltsova, al 1915

El març del 1915 participà a l'exposició Tramvia V (en rus: Трамвай В), organitzada per Jean Pougny a Petrograd. Amb Liubov Popova, presentà obres cubistes de llur període parisenc. El cubisme tenia una interpretació molt diferent a Rússia de la que se li va donar a França. Els artistes russos estaven més interessats en una nova construcció que en la interpretació del que es veu. Les obres cubistes russes són sovint completament abstractes. Més aviat són una coordinació decorativa de colors. Les lletres s’utilitzen sovint com en Braque o Picasso, però es fan servir per juxtaposar diferents nivells de realitat i no pas per elles mateixes. Durant l'era soviètica el seu estil va evolucionar considerablement seguint les tendències de l'era.
Udaltsova es va casar dos cops. El seu primer marit (de 1908 a 1918 o 1919) fou l'historiador Aleksandr Udaltsov. El seu segon marit (a partir del 1920) fou el pintor avantguardista letó Aleksandrs Drēviņš. Quan va ser arrestat, víctima de les purgues estalinistes el 1938, va salvar moltes de les seves pintures, en atribuir-se-les com a pròpies davant dels agents de l'NKVD que havien vingut a escorcollar el seu apartament.
Les darreries dels anys 30 i els principis dels 40 es van convertir en un dels períodes més difícils de la vida de Nadejda Udaltsova, que havia esdevingut l'esposa d'un "enemic del poble". Durant la guerra, quan el seu fill lluitava al front, va romandre a Moscou i va pintar una sèrie de retrats d’aviadors.
Durant aquests anys es va tornar a dedicar a la natura morta i el maig de 1945 va mostrar les seves obres en una petita exposició personal a les sales de la Unió d’Artistes de Moscou. La peculiaritat de les noves natures mortes discretes d’Ultstova, lluny del patetisme de la pintura soviètica de llavors i allunyada de les solucions formals del seu propi passat cubista, va ser assenyalada pel crític d’art Aleksandr Romm, que hi va veure un cert resultat de “trenta anys de recerca d’una imatge pictòrica”.
El 1946, l'artista va rebre la Medalla per la Tasca Meritòria durant la Gran Guerra Patriòtica de 1941-1945. Però a finals dels anys quaranta i principis dels cinquanta, la vida la tornà a posar a prova: el 1948, l'art d'Udaltsova es va convertir en l'objecte d'una altra persecució de la lluita contra el "formalisme i l'admiració per Occident", seguida de greus malalties.

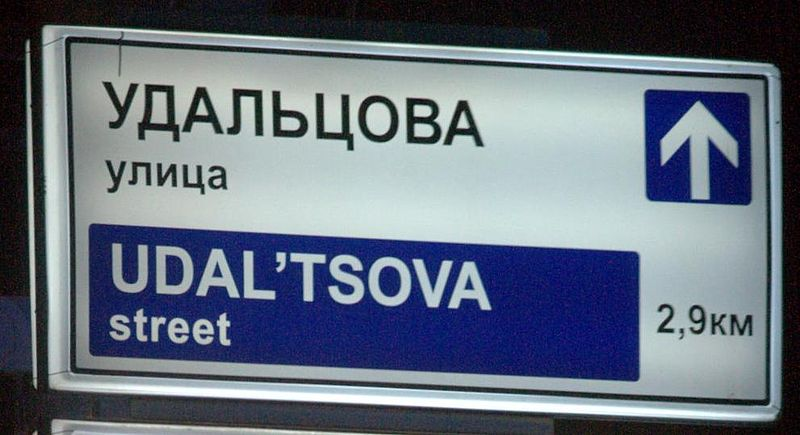
Un carrer de Moscou porta el seu nom

Només “al final de la seva vida, el destí va somriure a Udaltsova”: el 1958 les seves obres van tornar a exposar-se en una de les exposicions col·lectives. Després de molts anys de silenci, va aparèixer un article al diari Moskovski khudojnik que retia un merescut homenatge a la seva pintura. A principis de gener de 1961, el 70è aniversari d'Udaltsova es va convertir en un "triomf" inesperat. Els antics estudiants de Vkhutemas van portar un discurs perfectament compost en nom de la Unió d’Artistes. L'endemà, l’artista va començar a treballar en una nova natura morta. El 25 de gener ja no hi era.
Va ser enterrada al cementiri de Novodévitxi.
El seu fill, Andrei Drevin, (1921-1996) fou un escultor rus, autor del monument d'Ivan Krilov als Estanys del patriarca de Moscou.

## Posteritat
El cràter venusià Udaltsova porta el seu nom.

## Galeria

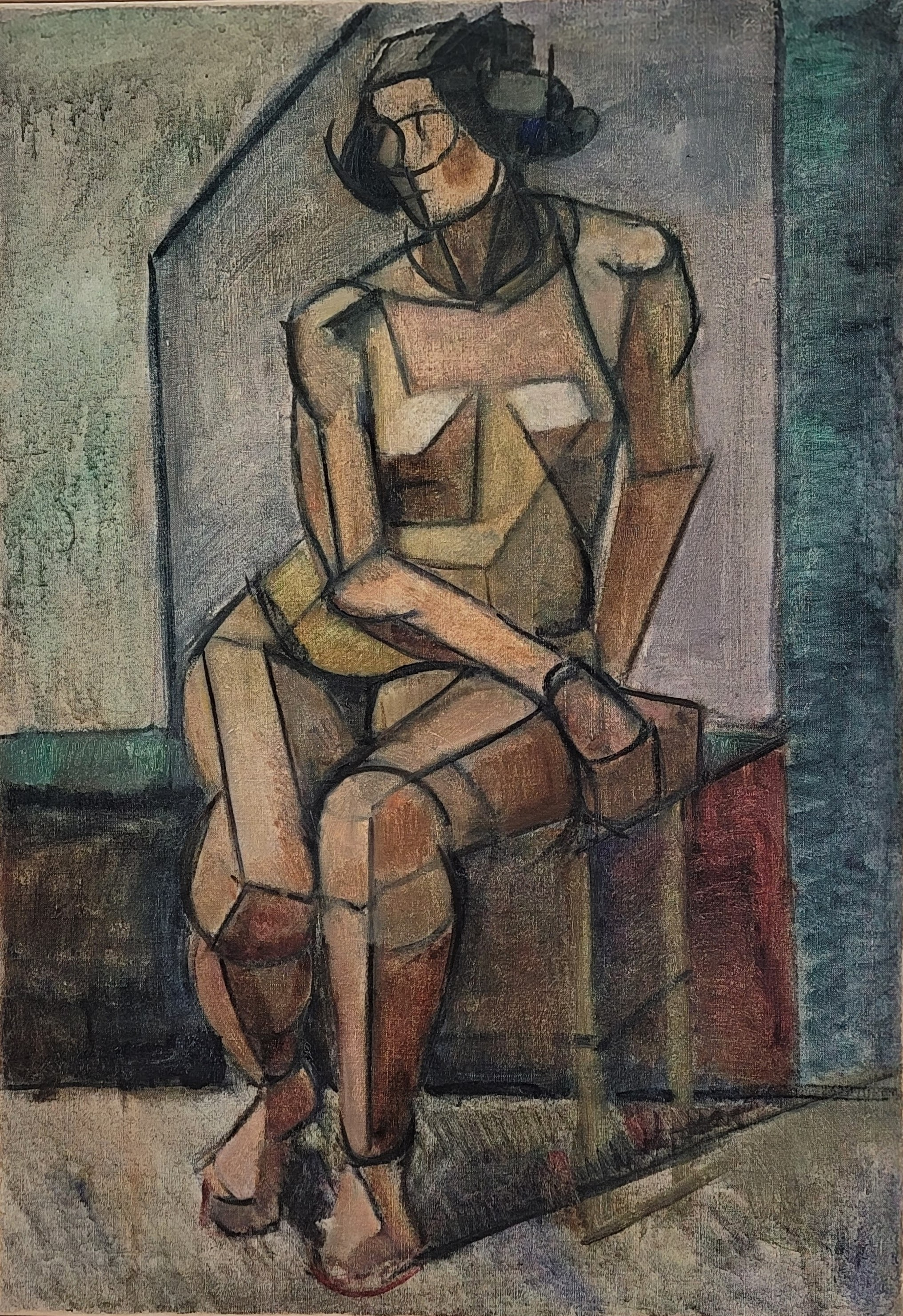
Dona nua (1912-1913)
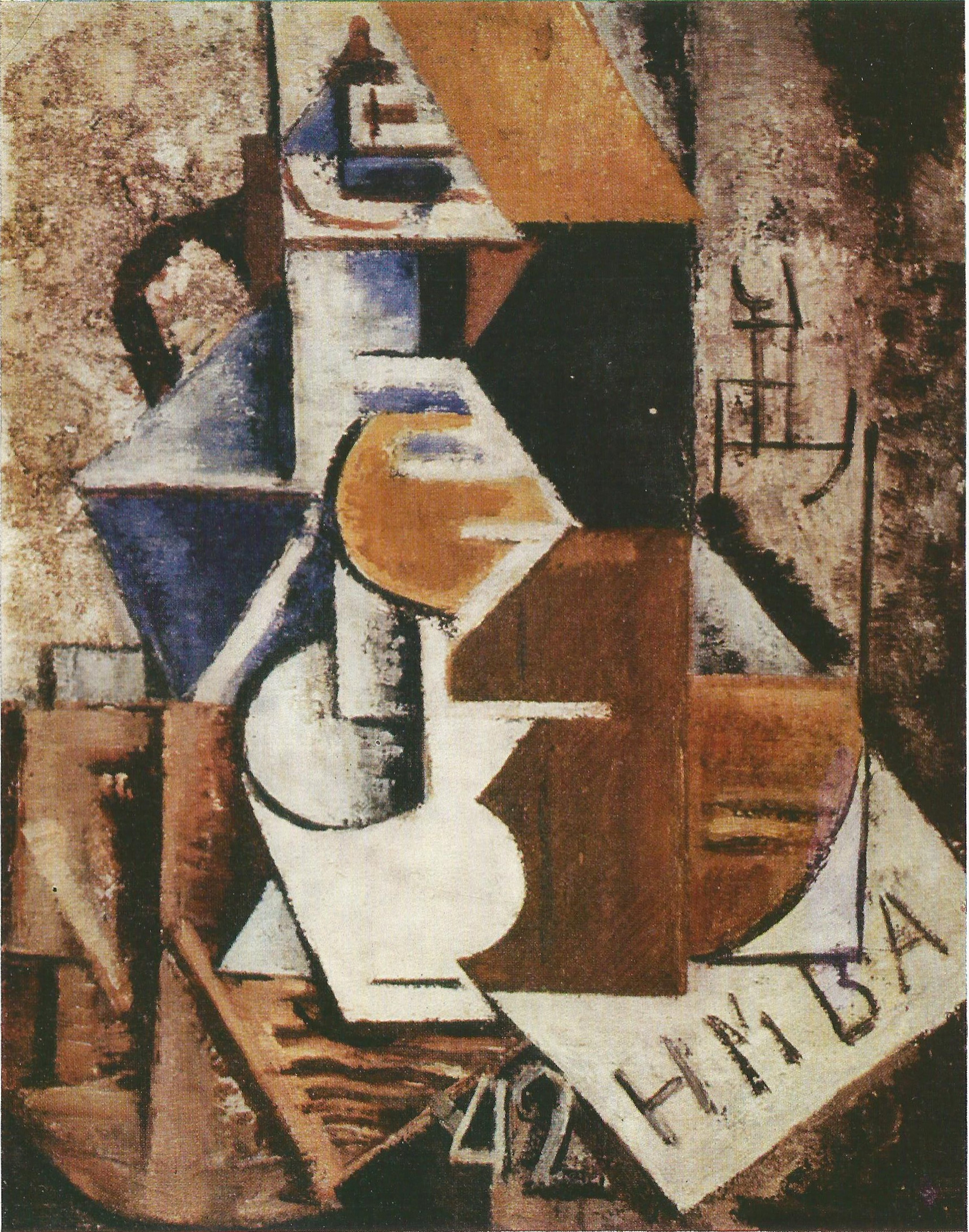
Gerro blau. 1915. Galeria Tretiakov
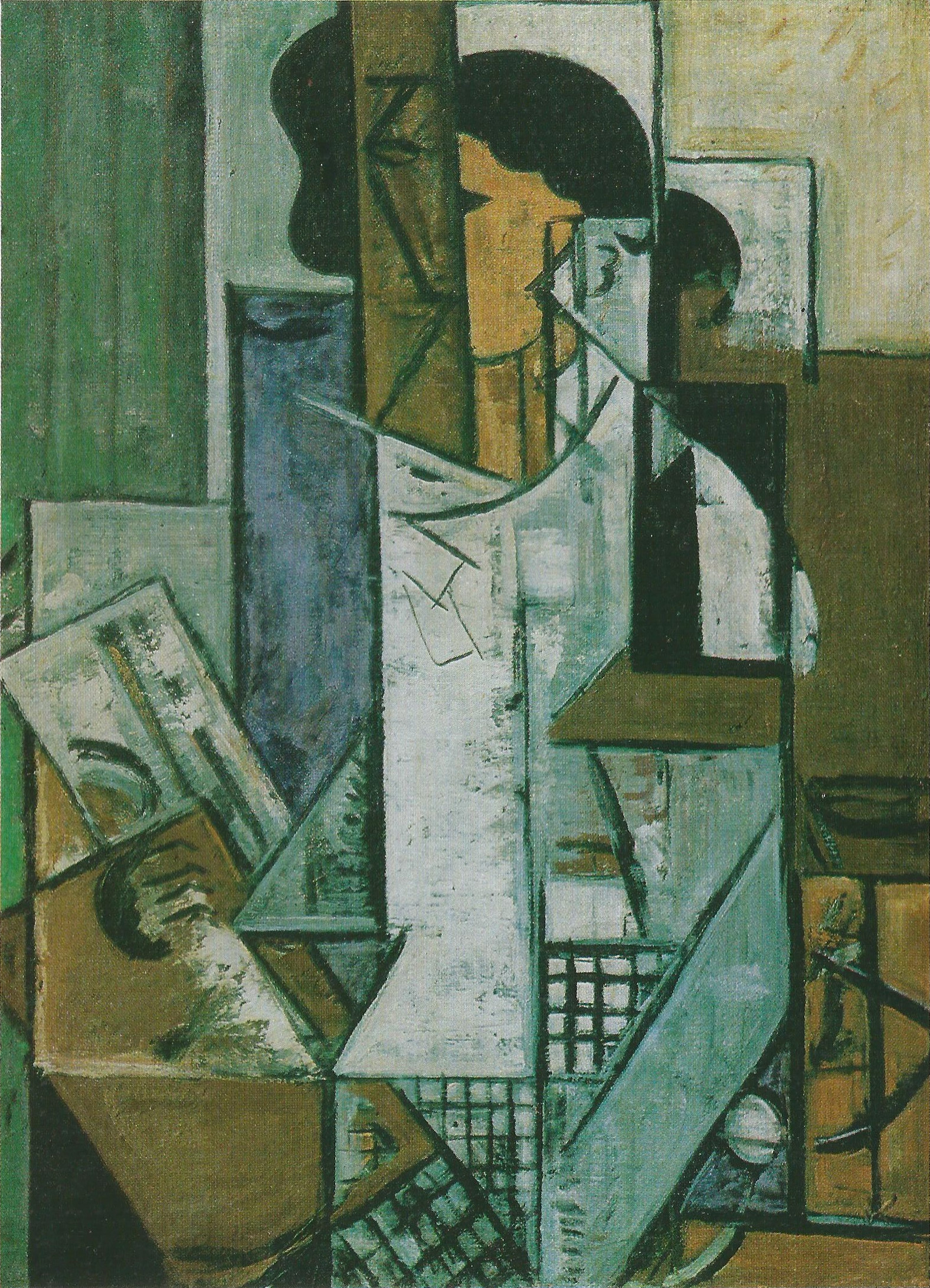
Autoretrat amb paleta. 1915. Galeria Tretiakov
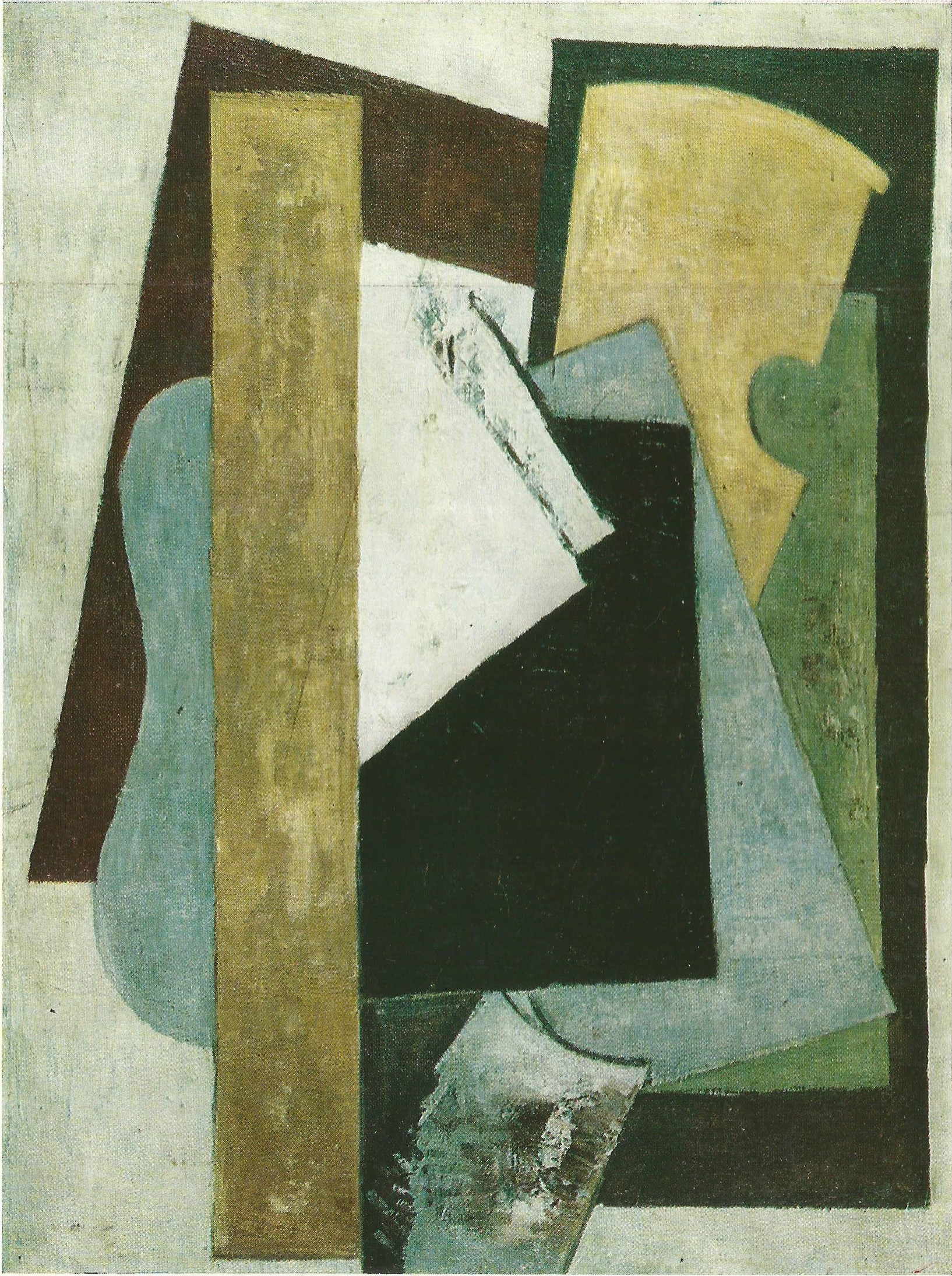
Cuina. 1915. Museu Rus
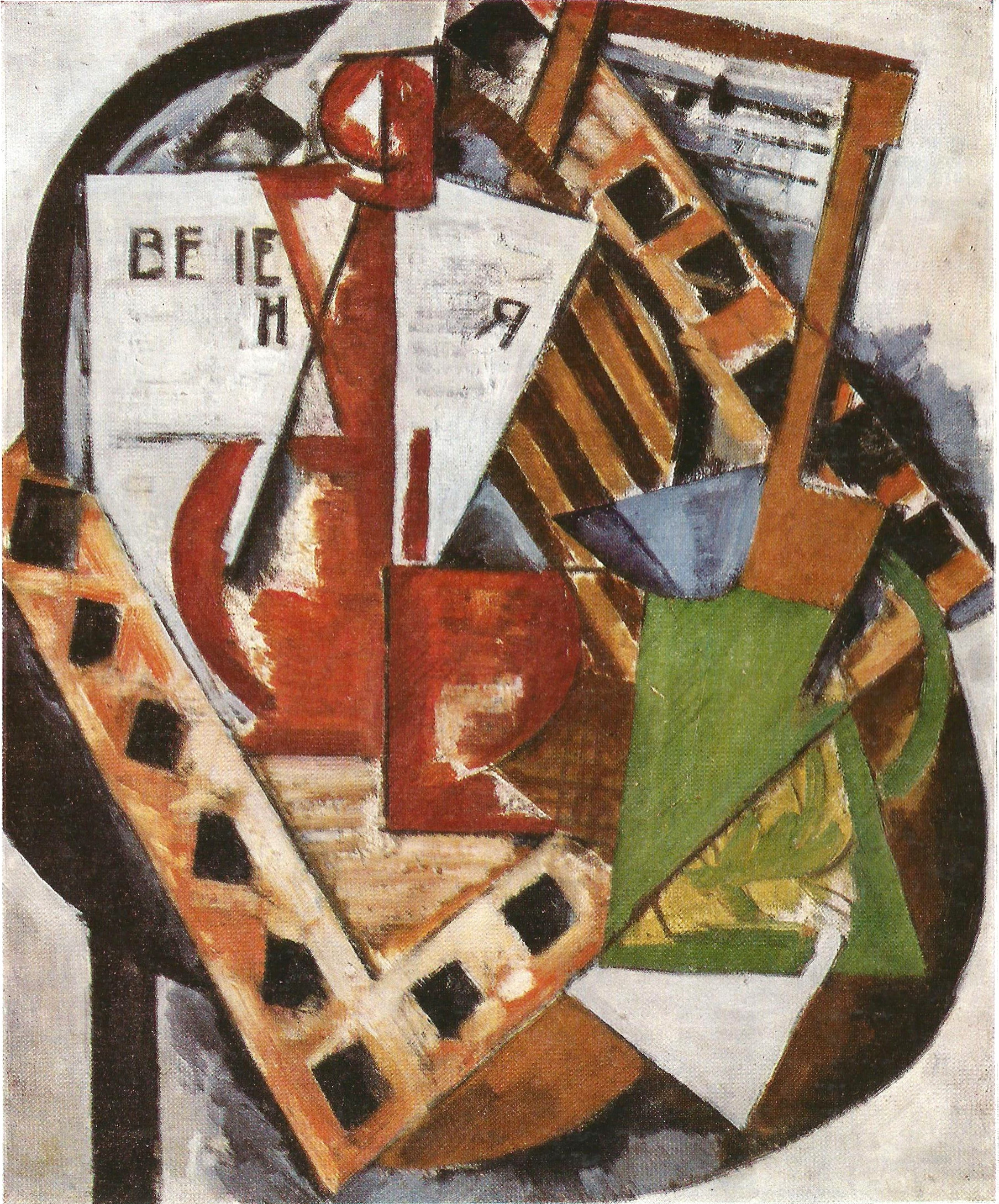
Composició cubista. 1915. Museu Rus
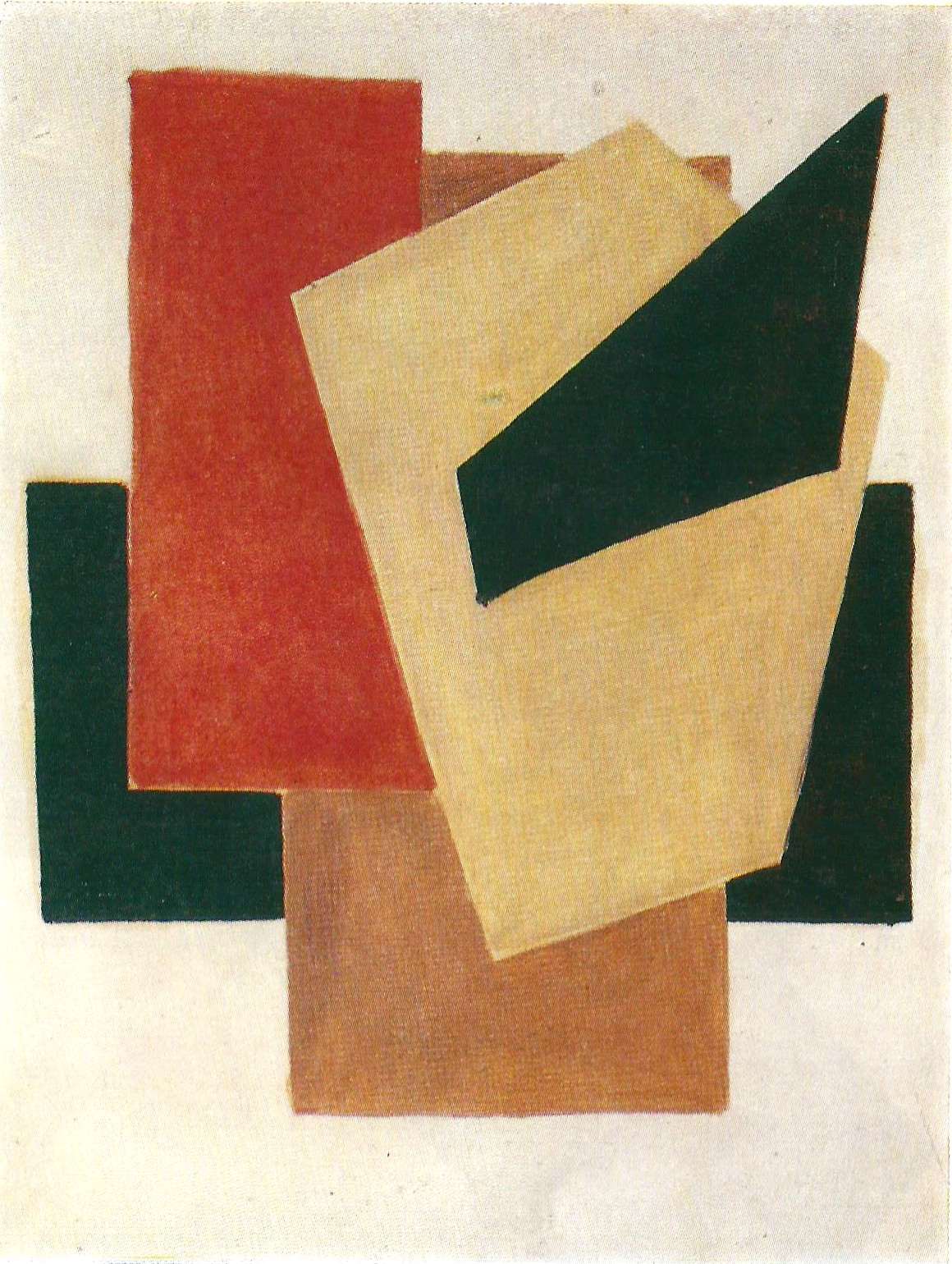
Composició. 1916. Galeria Tretiakov